# Micronautas
Micronautas (Micronauts no original) é uma série de histórias em quadrinhos sobre um grupo de heróis de um universo subatômico, criado por Bill Mantlo, baseado na linha de brinquedos Micronauts da Mego (baseada em Microman da empresa japonesa Takara).
O primeiro título foi publicado pela Marvel Comics em 1979, com personagens dos brinquedos e originais criados pela editora. A Marvel publicou duas séries Micronauts, a maioria escrita por Bill Mantlo, até 1986, bem depois da linha de brinquedos ter sido cancelada em 1980. Na década de 2000, as editoras Image Comics e Devil Due Publishing publicaram brevemente séries baseadas na linha.
Em julho de 2015, a editora IDW Publishing anunciou que iria publicar uma nova série de quadrinhos.